# Meriones rex
Meriones rex is een zoogdier uit de familie van de Muridae. De wetenschappelijke naam van de soort werd voor het eerst geldig gepubliceerd door Yerbury & Thomas in 1895.